# 広瀬続
広瀬 続（ひろせ　つづく）は、日本の教育者、官僚。

## 来歴
熊本県に生まれる。熊本県立玉名中学校（現・熊本県立玉名高等学校・附属中学校、1923年卒業）、広島高等師範学校第二教員養成所を経て、京城帝国大学法文学部を卒業した。
山梨県立日川中学校教諭などを歴任後、朝鮮総督府に入り、総督府警務局編修官となる。
太平洋戦争中は従軍した。戦後は郷里である熊本に引き上げ、母校である玉名高校で教諭や教頭を歴任した。